# Cobananthus
Cobananthus é um género botânico pertencente à família Gesneriaceae.

## Espécie
Cobananthus calochlamys

## Nome e referências
Cobananthus (Donn.Smith) H.Wiehler